# Fußball- und Sportverein Zwickau 1998-1999
Questa voce raccoglie le informazioni riguardanti il Fußball- und Sportverein Zwickau nelle competizioni ufficiali della stagione 1998-1999.

## Stagione
Nella stagione 1998-1999 il Zwickau, allenato da Hans-Jürgen Dörner, concluse il campionato di Regionalliga nordest al 4º posto. In Coppa di Germania il Zwickau fu eliminato al primo turno dal Bochum.

## Rosa
| N. |                     | Ruolo | Calciatore       |
| -- | ------------------- | ----- | ---------------- |
| 1  | Germania (bandiera) | P     | René Groß        |
|    | Germania (bandiera) | P     | Dirk Meyer       |
|    | Germania (bandiera) | P     | Robert Reschke   |
|    | Germania (bandiera) | D     | André Barylla    |
|    | Germania (bandiera) | D     | Peter Keller     |
|    | Germania (bandiera) | D     | Frank Nierlich   |
|    | Germania (bandiera) | D     | Holm Pinder      |
|    | Brasile (bandiera)  | D     | Ragne            |
|    | Germania (bandiera) | C     | Alexander Besser |
|    | Germania (bandiera) | C     | René Beuchel     |
|    | Germania (bandiera) | C     | Heiko Cramer     |

| N. |                       | Ruolo | Calciatore      |
| -- | --------------------- | ----- | --------------- |
|    | Slovacchia (bandiera) | C     | Ondrej Daňko    |
|    | Germania (bandiera)   | C     | Jens Feix       |
|    | Germania (bandiera)   | C     | André Schuster  |
|    | Germania (bandiera)   | C     | Torsten Viertel |
|    | Germania (bandiera)   | C     | Marcus Wieland  |
|    | Germania (bandiera)   | C     | Torsten Ziegner |
|    | Germania (bandiera)   | A     | Andreas Hoppe   |
|    | Germania (bandiera)   | A     | Ronny Jank      |
|    | Germania (bandiera)   | A     | Rocco Milde     |
|    | Serbia (bandiera)     | A     | Veselin Popović |
|    | Germania (bandiera)   | A     | David Wagner    |

## Organigramma societario
Area tecnica
- Allenatore: Hans-Jürgen Dörner
- Allenatore in seconda: Konrad Weise
- Preparatore dei portieri:
- Preparatori atletici:
- Analisi video:

## Calciomercato

### Sessione estiva
| Acquisti | Acquisti         | Acquisti                 | Acquisti |
| R.       | Nome             | da                       | Modalità |
| -------- | ---------------- | ------------------------ | -------- |
| C        | Alexander Besser | Dinamo Dresda            |          |
| C        | Heiko Cramer     | Carl Zeiss Jena          |          |
| C        | Jens Feix        | Bayern Monaco II         |          |
| P        | René Groß        | Dinamo Dresda            |          |
| A        | Ronny Jank       | Union Berlino            |          |
| A        | Rocco Milde      | Dinamo Dresda            |          |
| D        | Frank Nierlich   | Carl Zeiss Jena          |          |
| A        | Veselin Popović  | Obilić                   |          |
| D        | Ragne            | Moreirense               |          |
| P        | Robert Reschke   | Eisenhüttenstädter Stahl |          |
| C        | Torsten Ziegner  | Carl Zeiss Jena          |          |

| Cessioni | Cessioni           | Cessioni        | Cessioni |
| R.       | Nome               | a               | Modalità |
| -------- | ------------------ | --------------- | -------- |
| A        | Ronny Kretschmer   | Erzgebirge Aue  |          |
| C        | Jason Bent         | Colorado Rapids |          |
| D        | Marco Förster      | Sachsen Lipsia  |          |
| D        | Sven Günther       | Norimberga      |          |
| D        | Jens Härtel        | Union Berlino   |          |
| A        | Uwe Hartenberger   | Osnabrück       |          |
| D        | Lars Hermel        | Friburgo        |          |
| P        | Rainer Hoffmeister | Rot-Weiß Erfurt |          |
| D        | Murat Jasarević    | Wuppertal       |          |
| P        | Oļegs Karavajevs   | Skonto          |          |
| A        | Carsten Klee       | Greuther Fürth  |          |
| C        | Sascha Lense       | Unterhaching    |          |
| D        | Steffen Menze      | Union Berlino   |          |
| A        | Marko Rajamäki     | Livingston      |          |
| C        | René Schmidt       | Dinamo Dresda   |          |
| D        | Jan Seifert        | Unterhaching    |          |

### Sessione invernale
| Acquisti | Acquisti | Acquisti | Acquisti |
| R.       | Nome     | da       | Modalità |
| -------- | -------- | -------- | -------- |

| Cessioni | Cessioni          | Cessioni         | Cessioni |
| R.       | Nome              | a                | Modalità |
| -------- | ----------------- | ---------------- | -------- |
| A        | Dwayne De Rosario | Richmond Kickers |          |

## Risultati

### Regionalliga nordest

#### Girone di andata
| Arbitro: | Weber |

|           |           |  |
| Milde 39’ | Marcatori |  |

| Arbitro: | Koop |

|            |           |                      |
| Hauser 81’ | Marcatori | 7’ Jank 32’ Schuster |

| Berlino 12 agosto 1998, ore 18:00 CEST 3ª giornata | FC Berlino | 0 – 0 referto | Zwickau | Friedrich-Ludwig-Jahn-Sportpark (1 200 spett.)\| Arbitro: \| Fleske \| |
| Arbitro:                                           | Fleske     |               |         |                                                                        |

| Arbitro: | Pleßke |

|                             |           |            |
| Schuster 33’ Milde 54’, 90’ | Marcatori | 80’ Yildiz |

| Potsdam 22 agosto 1998, ore 14:00 CEST 5ª giornata | Babelsberg | 0 – 0 referto | Zwickau | Stadio Karl Liebknecht (1 449 spett.)\| Arbitro: \| Dittrich \| |
| Arbitro:                                           | Dittrich   |               |         |                                                                 |

| Arbitro: | Kruse |

|                              |           |                                 |
| Schuster 3’ Popović 14’, 34’ | Marcatori | 2’ (rig.) Dos Santos 4’ Seifert |

| Arbitro: | Heynemann |

|            |           |  |
| Starke 18’ | Marcatori |  |

| Arbitro: | Scheibel |

|             |           |  |
| Popović 79’ | Marcatori |  |

| Stendal 27 settembre 1998, ore 14:00 CEST 9ª giornata | Lok Stendal | 0 – 0 referto | Zwickau | Wilhelm-Helfers-Kampfbahn (1 297 spett.)\| Arbitro: \| Richter \| |
| Arbitro:                                              | Richter     |               |         |                                                                   |

| Arbitro: | Cyrklaff |

|                                    |           |          |
| Daňko 6’ Ziegner 8’, 42’ Milde 63’ | Marcatori | 74’ Otto |

| Arbitro: | Fröhlich |

|                                |           |  |
| Kramer 40’, 67’ Thielemann 75’ | Marcatori |  |

| Arbitro: | Spickenagel |

|                                            |           |                |
| Popović 23’, 77’, 83’ Beuchel 39’ Jank 62’ | Marcatori | 60’, 78’ Höche |

| Arbitro: | Köpp |

|  |           |          |
|  | Marcatori | 5’ Milde |

| Arbitro: | Binkowski |

|                                                        |           |           |
| Popović 15’ Cramer 47’ Nierlich 63’ (rig.) Beuchel 87’ | Marcatori | 56’ Lucic |

| Arbitro: | Sturm |

|              |           |           |
| Gütschow 88’ | Marcatori | 58’ Milde |

| Zwickau 5 dicembre 1998, ore 14:00 CET 16ª giornata | Zwickau | 0 – 0 referto | Chemnitz | Westsachsenstadion (3 957 spett.)\| Arbitro: \| Fleske \| |
| Arbitro:                                            | Fleske  |               |          |                                                           |

| Arbitro: | Sax |

|                        |           |           |
| Maltritz 35’ Mydlo 58’ | Marcatori | 89’ Ragne |

#### Girone di ritorno
| Arbitro: | Voigt |

|           |           |  |
| Közle 87’ | Marcatori |  |

| Arbitro: | Blumenstein |

|                       |           |  |
| Popović 24’, 61’, 89’ | Marcatori |  |

| Arbitro: | Kruse |

|                                  |           |                        |
| Cramer 54’ Ragne 72’ Popović 78’ | Marcatori | 1’ Gatti 28’ Brestrich |

| Arbitro: | Reimer |

|  |           |                     |
|  | Marcatori | 10’ (aut.) Butkovic |

| Arbitro: | Seeger |

|           |           |            |
| Milde 56’ | Marcatori | 50’ Müller |

| Arbitro: | Heynemann |

|            |           |  |
| Edmond 31’ | Marcatori |  |

| Arbitro: | Weber |

|                                         |           |                           |
| Cramer 6’ Milde 17’ Nierlich 21’ (rig.) | Marcatori | 11’ Schmidt 27’ Zapyshnyi |

| Arbitro: | Schößling |

|                                      |           |                               |
| Ragne 9’ (aut.) Bulatovic 61’ (rig.) | Marcatori | 18’ Nierlich 45’, 77’ Popović |

| Arbitro: | Fleske |

|                                        |           |  |
| Milde 5’ Ragne 49’ Nierlich 75’ (rig.) | Marcatori |  |

| Arbitro: | Reimer |

|  |           |                      |
|  | Marcatori | 22’ Jank 81’ Popović |

| Arbitro: | Sturm |

|          |           |  |
| Milde 9’ | Marcatori |  |

| Arbitro: | Fleske |

|                                        |           |             |
| de Souza 47’ Obidile 72’ Schiemann 88’ | Marcatori | 67’ Viertel |

| Arbitro: | Kruse |

|                                   |           |  |
| Popović 27’ Daňko 47’ Ziegner 79’ | Marcatori |  |

| Arbitro: | Reck |

|  |           |                      |
|  | Marcatori | 58’ Cramer 83’ Milde |

| Arbitro: | Pleßke |

|             |           |                                |
| Popović 35’ | Marcatori | 24’, 65’ Patschinski 85’ Hanke |

| Arbitro: | Heynemann |

|                                 |           |  |
| Ullmann 30’, 87’ Kujat 36’, 39’ | Marcatori |  |

| Arbitro: | Weise |

|           |           |           |
| Hoppe 11’ | Marcatori | 26’ Mydlo |

### Coppa di Germania
| Arbitro: | Wendorf |

|                       |           |                                                               |
| Milde 49’ (rig.), 82’ | Marcatori | 40’ Peschel 48’ Fahrenhorst 54’ Michalke 66’ (rig.), 90’ Reis |

## Statistiche

### Statistiche di squadra
| Competizione         | Punti | In casa | In casa | In casa | In casa | In casa | In casa | In trasferta | In trasferta | In trasferta | In trasferta | In trasferta | In trasferta | Totale | Totale | Totale | Totale | Totale | Totale | DR  |
| Competizione         | Punti | G       | V       | N       | P       | Gf      | Gs      | G            | V            | N            | P            | Gf           | Gs           | G      | V      | N      | P      | Gf     | Gs     | DR  |
| -------------------- | ----- | ------- | ------- | ------- | ------- | ------- | ------- | ------------ | ------------ | ------------ | ------------ | ------------ | ------------ | ------ | ------ | ------ | ------ | ------ | ------ | --- |
| Regionalliga nordest | 64    | 17      | 13      | 3       | 1       | 40      | 16      | 17           | 6            | 4            | 7            | 14           | 19           | 34     | 19     | 7      | 8      | 54     | 35     | +19 |
| Coppa di Germania    | -     | 1       | 0       | 0       | 1       | 2       | 5       | 0            | 0            | 0            | 0            | 0            | 0            | 1      | 0      | 0      | 1      | 2      | 5      | -3  |
| Totale               | 64    | 18      | 13      | 3       | 2       | 42      | 21      | 17           | 6            | 4            | 7            | 14           | 19           | 35     | 19     | 7      | 9      | 56     | 40     | +16 |

### Andamento in campionato
| Giornata  | 1 | 2 | 3 | 4 | 5 | 6 | 7 | 8 | 9 | 10 | 11 | 12 | 13 | 14 | 15 | 16 | 17 | 18 | 19 | 20 | 21 | 22 | 23 | 24 | 25 | 26 | 27 | 28 | 29 | 30 | 31 | 32 | 33 | 34 |
| --------- | - | - | - | - | - | - | - | - | - | -- | -- | -- | -- | -- | -- | -- | -- | -- | -- | -- | -- | -- | -- | -- | -- | -- | -- | -- | -- | -- | -- | -- | -- | -- |
| Luogo     | C | T | T | C | T | C | T | C | T | C  | T  | C  | T  | C  | T  | C  | T  | T  | C  | C  | T  | C  | T  | C  | T  | C  | T  | C  | T  | C  | T  | C  | T  | C  |
| Risultato | V | V | N | V | N | V | P | V | N | V  | P  | V  | V  | V  | N  | N  | P  | P  | V  | V  | V  | N  | P  | V  | V  | V  | V  | V  | P  | V  | V  | P  | P  | N  |
| Posizione | 4 | 3 | 4 | 2 | 3 | 1 | 2 | 1 | 2 | 1  | 2  | 2  | 1  | 1  | 1  | 2  | 4  | 6  | 4  | 3  | 3  | 3  | 6  | 5  | 3  | 2  | 2  | 2  | 3  | 3  | 3  | 3  | 4  | 4  |

Legenda:

Luogo: C = Casa; T = Trasferta. Risultato: V = Vittoria; N = Pareggio; P = Sconfitta.

### Statistiche dei giocatori
| Giocatore   | Regionalliga | Regionalliga | Regionalliga | Regionalliga | Coppa di Germania | Coppa di Germania | Coppa di Germania | Coppa di Germania | Totale   | Totale | Totale      | Totale     |
| Giocatore   | Presenze     | Reti         | Ammonizioni  | Espulsioni   | Presenze          | Reti              | Ammonizioni       | Espulsioni        | Presenze | Reti   | Ammonizioni | Espulsioni |
| ----------- | ------------ | ------------ | ------------ | ------------ | ----------------- | ----------------- | ----------------- | ----------------- | -------- | ------ | ----------- | ---------- |
| A. Barylla  | 28           | 0            | 5            | 1            | 0                 | 0                 | 0                 | 0                 | 28       | 0      | 5           | 1          |
| A. Besser   | 14           | 0            | 1            | 0            | 1                 | 0                 | 0                 | 0                 | 15       | 0      | 1           | 0          |
| R. Beuchel  | 32           | 2            | 6            | 1            | 1                 | 0                 | 1                 | 0                 | 33       | 2      | 7           | 1          |
| H. Cramer   | 28           | 4            | 13           | 0            | 1                 | 0                 | 0                 | 0                 | 29       | 4      | 13          | 0          |
| O. Daňko    | 16           | 2            | 2            | 1            | 1                 | 0                 | 0                 | 0                 | 17       | 2      | 2           | 1          |
| J. Feix     | 7            | 0            | 0            | 0            | 1                 | 0                 | 1                 | 0                 | 8        | 0      | 1           | 0          |
| R. Groß     | 33           | 0            | 2            | 0            | 1                 | 0                 | 0                 | 0                 | 34       | 0      | 2           | 0          |
| A. Hoppe    | 8            | 1            | 1            | 0            | 0                 | 0                 | 0                 | 0                 | 8        | 1      | 1           | 0          |
| R. Jank     | 29           | 3            | 7            | 1            | 0                 | 0                 | 0                 | 0                 | 29       | 3      | 7           | 1          |
| P. Keller   | 29           | 0            | 4            | 1            | 0                 | 0                 | 0                 | 0                 | 29       | 0      | 4           | 1          |
| D. Meyer    | 0            | 0            | 0            | 0            | 0                 | 0                 | 0                 | 0                 | 0        | 0      | 0           | 0          |
| R. Milde    | 32           | 11           | 11           | 1            | 1                 | 2                 | 0                 | 0                 | 33       | 13     | 11          | 1          |
| F. Nierlich | 34           | 4            | 7            | 0            | 1                 | 0                 | 1                 | 0                 | 35       | 4      | 8           | 0          |
| H. Pinder   | 30           | 0            | 5            | 0            | 1                 | 0                 | 0                 | 0                 | 31       | 0      | 5           | 0          |
| V. Popović  | 31           | 16           | 1            | 0            | 1                 | 0                 | 0                 | 0                 | 32       | 16     | 1           | 0          |
| R. Ragne    | 22           | 3            | 3            | 2            | 0                 | 0                 | 0                 | 0                 | 22       | 3      | 3           | 2          |
| R. Reschke  | 2            | 0            | 0            | 0            | 0                 | 0                 | 0                 | 0                 | 2        | 0      | 0           | 0          |
| A. Schuster | 20           | 3            | 4            | 0            | 1                 | 0                 | 0                 | 0                 | 21       | 3      | 4           | 0          |
| T. Viertel  | 18           | 1            | 4            | 0            | 0                 | 0                 | 0                 | 0                 | 18       | 1      | 4           | 0          |
| D. Wagner   | 1            | 0            | 0            | 0            | 0                 | 0                 | 0                 | 0                 | 1        | 0      | 0           | 0          |
| M. Wieland  | 0            | 0            | 0            | 0            | 0                 | 0                 | 0                 | 0                 | 0        | 0      | 0           | 0          |
| T. Ziegner  | 33           | 3            | 9            | 0            | 1                 | 0                 | 0                 | 0                 | 34       | 3      | 9           | 0          |